# Proterozoïcum
| Eon                                            | Era                | Periode      | Ouderdom Ma |
| ---------------------------------------------- | ------------------ | ------------ | ----------- |
| Fanerozoïcum                                   | Paleozoïcum        | Cambrium     | later       |
| Proterozoïcum                                  | Neoproterozoïcum   | Ediacarium   | 635 - 541   |
| Proterozoïcum                                  | Neoproterozoïcum   | Cryogenium   | 720 - 635   |
| Proterozoïcum                                  | Neoproterozoïcum   | Tonium       | 1000 - 720  |
| Proterozoïcum                                  | Mesoproterozoïcum  | Stenium      | 1200 - 1000 |
| Proterozoïcum                                  | Mesoproterozoïcum  | Ectasium     | 1400 - 1200 |
| Proterozoïcum                                  | Mesoproterozoïcum  | Calymmium    | 1600 - 1400 |
| Proterozoïcum                                  | Paleoproterozoïcum | Statherium   | 1800 - 1600 |
| Proterozoïcum                                  | Paleoproterozoïcum | Orosirium    | 2050 - 1800 |
| Proterozoïcum                                  | Paleoproterozoïcum | Rhyacium     | 2300 - 2050 |
| Proterozoïcum                                  | Paleoproterozoïcum | Siderium     | 2500 - 2300 |
| Archeïcum                                      | Neoarcheïcum       | Neoarcheïcum | vroeger     |
| Indeling van het Proterozoïcum volgens de ICS. |                    |              |             |

Het Proterozoïcum is een geologisch tijdperk: het derde van de vier eonen in de geologische tijdschaal. Het beslaat de tijdspanne van 2,5 miljard (Ga) tot ongeveer 541 miljoen jaar (Ma) geleden. Het is onderdeel van het Precambrium en wordt onderverdeeld in drie era's: Neoproterozoïcum, Mesoproterozoïcum en Paleoproterozoïcum. Het eon voorafgaand aan het Proterozoïcum heet het Archeïcum, het eon erna het Fanerozoïcum.
Het Proterozoïcum heeft een dermate lange duur, dat zich waarschijnlijk verschillende wilsoncycli (van supercontinent tot supercontinent) afspeelden. Of de manier waarop platentektoniek plaatsvond geheel gelijk was aan de huidige, is voor het vroegste deel van het eon nog niet duidelijk. Een belangrijke ontwikkeling was de ontwikkeling van een zuurstofrijke atmosfeer tijdens het Mesoproterozoïcum. Ook kwamen een aantal maal zeer sterke ijstijden voor, zogenaamde sneeuwbalaardes. Het laatste deel van het Proterozoïcum wordt gekenmerkt door een snelle ontwikkeling van het meercellige leven.

## Platentektoniek en klimaat
Uit het Proterozoïcum is een beter geologisch archief bewaard gebleven dan uit het Archeïcum. In tegenstelling tot het Archeïcum zitten daar ook veel ondiep mariene sedimenten bij, gevormd in epeirische zeeën. Bovendien zijn Proterozoïsche gesteenten vaak minder sterk gemetamorfoseerd dan Archeïsche. Deze gesteenten laten zien dat tijdens het Proterozoïcum de gezamenlijke continentale massa sterk aangroeide door de accretie van terreinen. Ook kwamen gedurende het Proterozoïcum de eerste orogeneses voor met een "moderne" stijl.
De oudste ijstijd waarvan men zeker weet dat deze heeft plaatsgevonden, was kort na het begin van het Proterozoïcum. Tijdens het Neoproterozoïcum waren er minstens vier ijstijden, met name in de periode Cryogenium.

## Atmosfeer

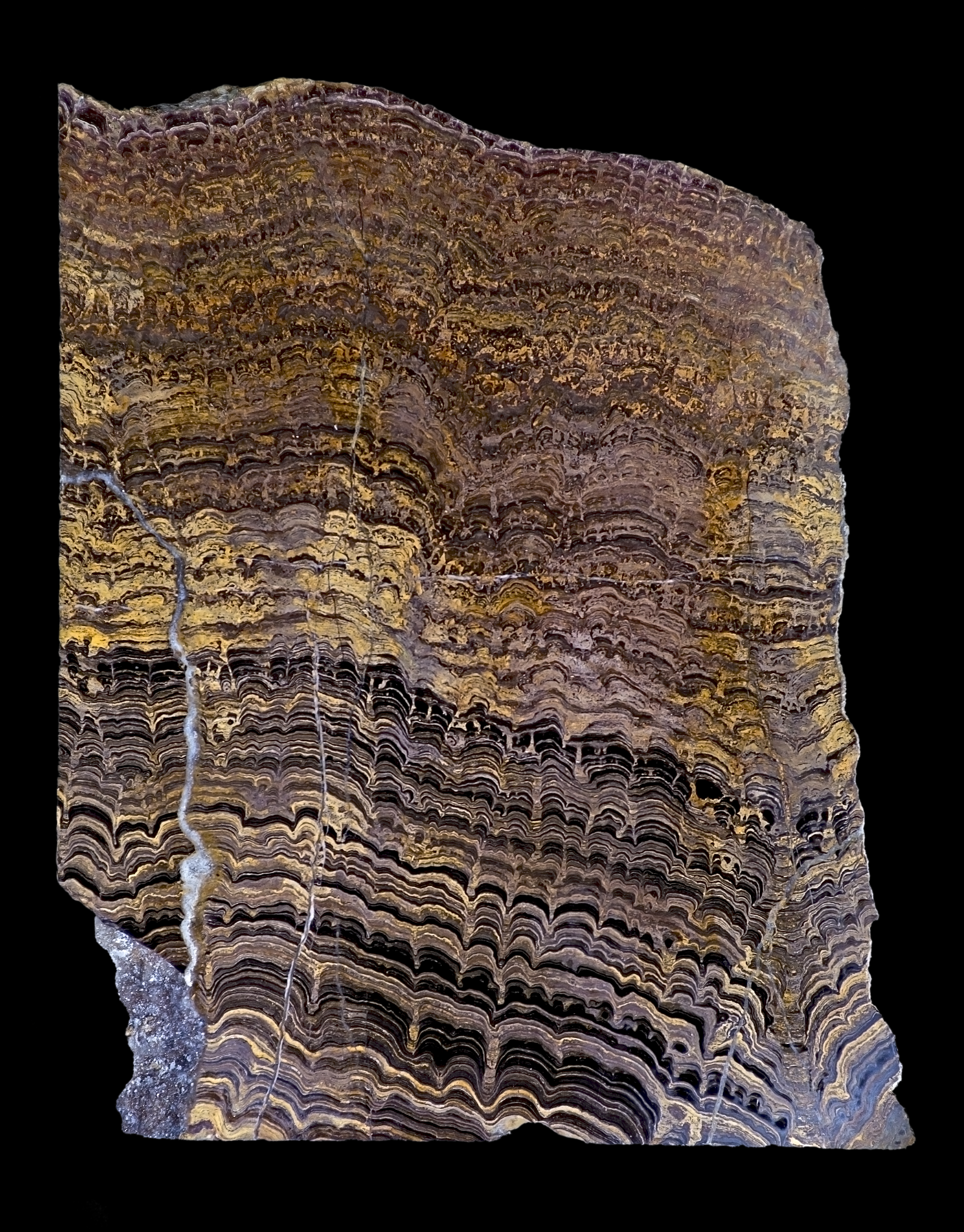
Paleoproterozoïsche stromatolieten (in doorsnede) uit Bolivia.

Tijdens het Proterozoïcum kwam het tot de zogenaamde zuurstofcrisis in de atmosfeer, waarbij de concentratie zuurstof scherp toenam en de huidige waarde bereikt werd. Fotosynthese was ook in het Archeïcum al het belangrijkste zuurstof-producerende proces. Er zijn twee redenen waarom dit in het begin nog niet veel effect had: ten eerste waren er minder en primitievere levensvormen die voor fotosynthese zorgden (in het Archeïcum en Proterozoïcum algen) en ten tweede reageerde alle zuurstof die in de atmosfeer terechtkwam direct met zwavel, koolstof of ijzer aan het aardoppervlak of in de atmosfeer. Tot 2,3 Ga was de concentratie zuurstof in de atmosfeer daarom hooguit 1% tot 2% van de huidige hoeveelheid. Een gevolg van de lage zuurstofwaardes was de vorming van zogenaamde banded iron formations.
Toen de sinks van zuurstof echter uitgeput raakten, en door het verschijnen van efficiëntere organismen de fotosynthese toenam, begon de zuurstofconcentratie te stijgen. Door de begraving van dode organismen daalde de hoeveelheid niet-geoxideerde koolstof. Banded iron formations met een ouderdom kleiner dan ongeveer 1,9 Ga zijn daarom zeldzaam.

## Leven
De eerste meercellige organismen verschenen tijdens de eerste helft van het Proterozoïcum. De stijging van het zuurstofgehalte kan een direct gevolg zijn van deze meer ontwikkelde levensvormen. Volgens de endosymbiontentheorie ontstonden tijdens het Proterozoïcum door symbiotische relaties de eerste cellen met mitochondriën (in alle eukaryoten) en chloroplasten (in planten en sommige protisten). Al deze levensvormen worden tot de eukaryoten gerekend.
De opkomst van de eukaryoten (zoals Acritarcha) hield ondertussen de verdere verspreiding van de cyanobacteriën (blauwalgen) niet tegen, wat blijkt uit fossiele algenmatten: in geen enkel tijdperk kwamen zoveel van deze stromatolieten voor als tijdens het Proterozoïcum, met de grootste verspreiding rond 1,2 Ga.
De bovengrens van het Proterozoïcum is in de 19e eeuw gelegd bij het moment waarop de oudst bekende fossiele dieren voorkwamen. In het tweede deel van de 20e eeuw werden oudere fossielen gevonden in Neoproterozoïsche gesteentelagen, maar de 19e-eeuwse begrenzing voor het tijdvak werd gehandhaafd. Met name de laatste periode van het Proterozoïcum, het Ediacarium, is bekend om zijn grote verscheidenheid aan fossielen. De grens tussen het Ediacarium en het erop volgende Cambrium ligt rond de 541 Ma en wordt gekenmerkt door het verschijnen van de eerste fossielen met hardere kalkskeletjes.
Omdat er in het Proterozoïcum nog geen organismen met harde skeletjes bestonden, was de kans op fossilisatie kleiner en zijn er veel minder fossielen bewaard gebleven dan uit het Fanerozoïcum.